# Maassenia distincta
Maassenia distincta is een vlinder uit de familie van de pijlstaarten (Sphingidae). De wetenschappelijke naam van de soort werd in 1934 gepubliceerd door Bruno Gehlen.